# 薩費爾 (阿肯色州)
薩費爾（英語：Saffell）是位於美國阿肯色州勞倫斯縣的一個非建制地區。該地的面積和人口皆未知。

## 地理
薩費爾的座標為35°55′11″N 91°17′24″W / 35.91972°N 91.29000°W，而該地的平均海拔高度為84米（即276英尺）。